# Burmese (gatto)
Il burmese è un gatto molto longevo, tanto che raggiunge in media i 18 anni di età. Ha la caratteristica di essere un gatto molto agile e forte. I suoi occhi grandi sono di color oro brillante. La testa è arrotondata con lineamenti fini. Le orecchie alla base sono aperte e alla punta sono rotonde. La coda è lunga e il mantello è lucido, compatto e fine. È attivo, socievole, tranquillo ed ha bisogno di adeguate attenzioni.
Il burmese è al centro della leggenda che vede questo gatto essere un discendente diretto dei gatti sacri della Birmania dei monasteri buddisti.
Il burmese si divide in:
- burmese americano, maggiormente di colore marrone scuro;
- burmese europeo, che può avere vari colori tra cui il rosso, il blu e il marrone.